# Ари Шефер
Ари Шефер(на френски: Ary Scheffer, * 10 февруари 1795 в Дордрехт, Нидерландия; † 15 юни 1858 в Аржантьой, депт. Вал д'Оаз) е френски художник от немско-холандски произход.

## Биография
Шефер е син на художника Йохан Бернард Шефер (1765–1809) и неговата съпруга, художничката на миниатюри Корнелия Ламе, дъщеря на художника Арие Ламе. Художникът Анри Шефер († 15 март 1862) е негов по-малък брат. Семейството му се премества през 1797 г. в Хага, а от 1808 до 1810 г. се установява в Амстердам. Баща му умира през 1809 г.
На 17 години Шефер се преселва с майка си и брат си 1812 г. в Париж и там става ученик на барон Пиер Нарцис Герен.
Ари Шефер умира на 63 г. на 15 юни 1858 г. Неговите творби се съхраняват в Музей „Ари Шефер“ в Дордрехт.
Скулпторката Корнелия Шефер (* 29 юли 1830 в Париж † 20 декември 1899 в Париж) е негова дъщеря.
Негов ученик е Фредерик Огюст Бартолди, който създава Статуята на Свободата в Ню Йорк.

## Галерия
- „Мария Магдалена“
- „Св. Тома Аквински, проповядващ вярата в Бога по време на буря“ (1823)
- „Смъртта на Жерико“ (1824)
- „Завръщането на наполеоновата армия от Русия през 1812 г.“ (1826)
- „Данте и Вергилий с Паоло и Франческа“ (ок. 1835)
- „Карл Велики приема подчинението на Видукинд в Падерборн“ (1835)
- „Битка при Цюлпих в 496 г.“ (1836)
- „Св. Августин и св. Моника“ (1846)
- „Небесната и земната любов“ (1850)
- „Христос Утешител“ (1851)